# Glavni kolodvor (tramvajska postaja)
Glavni kolodvor naziv je tramvajske postaje u gradu Zagrebu. Nalazi se između Glavnog kolodvora i Trga kralja Tomislava. Kroz ovu postaju prolaze dnevne linije 2, 4, 6, 9 i 13, te noćne 31, 33, 34. Ova postaja je otvorena 1892. godine te se smatra jednom od glavnih tramvajskih postaja u Zagrebu, zbog velike posjećenosti i njenog položaja u odnosu na tramvajske pruge i linije.
| Prethodna postaja              | Zagrebački električni tramvaj | Zagrebački električni tramvaj | Zagrebački električni tramvaj | Sljedeća postaja          |
| ------------------------------ | ----------------------------- | ----------------------------- | ----------------------------- | ------------------------- |
| Botanički vrtsmjer Črnomerec   |                               | Linija 2                      |                               | Branimirovasmjer Savišće  |
| Botanički vrtsmjer Savski most |                               | Linija 4                      |                               | Branimirovasmjer Dubec    |
| Zrinjevacsmjer Črnomerec       |                               | Linija 6                      |                               | Branimirovasmjer Sopot    |
| Botanički vrtsmjer Ljubljanica |                               | Linija 9                      |                               | Branimirovasmjer Borongaj |
| Zrinjevacsmjer Kvaternikov trg |                               | Linija 13                     |                               | Branimirovasmjer Žitnjak  |